# Jeet kune do
Jeet kune do is een vechtkunst, die door Bruce Lee ontwikkeld is in de jaren zestig. "Jeet kune do" betekent letterlijk vertaald in het Kantonees: "weg van de onderscheppende vuist". Bruce Lee ontwikkelde deze vechtkunst, omdat hij van mening was dat klassieke vechtkunsten niet praktisch genoeg waren.

## Ontstaan
Toen Bruce Lee in Hongkong woonde, kreeg hij les van meester Yip Man, die hem het wing chun-kungfu onderwees. Wing chun betekent "loflied voor de lente" en gaat ervan uit dat de beoefenaar altijd zwakker is dan de aanvaller. Vaak wisselde Bruce Lee ook technieken uit met leerlingen van andere stijlen van kungfu. Hij beoefende daarnaast het westerse boksen.
Toen Bruce Lee naar de stad Seattle in de Verenigde Staten verhuisde om daar te studeren, begon hij in zijn vrije tijd les te geven in kungfu. Na zijn universitaire studie opende hij een eigen trainingscentrum en hij noemde zijn school Jun Fan Kung Fu, dat vrij vertaald "Bruce Lees kungfu" betekent. Hij gaf daar voornamelijk les in wing chun-kungfu, aangevuld met enkele andere kungfu-stijlen.
Het feit dat hij ook westerse leerlingen had, wekte het misnoegen op van lokale Chinese kungfuleraren. Deze leraren vonden dat de geheimen van kungfu niet aan westerlingen doorgegeven mochten worden. Deze leraren stuurden vervolgens Wong Jack-man naar Lee met het verzoek om te stoppen met lesgeven aan westerlingen. Toen Bruce Lee hiermee niet akkoord ging, daagde Won Jack Mon hem uit tot een gevecht. Bruce Lee nam deze uitdaging aan. Afgesproken werd dat als Bruce Lee dit gevecht zou winnen, hij verder mocht gaan met lesgeven; zo niet dan moest hij zijn school sluiten. In 1964 vond dit gevecht plaats in de trainingsruimte van Bruce Lees school. Bruce Lee werd de overwinnaar.
Het gevecht met Wong Jack-man zette Bruce Lee aan het denken. De overwinning was namelijk zeer nipt geweest. Ook vond Bruce Lee dat het gevecht te lang geduurd had. Bruce Lee vond dat zijn stijl wing chun een aantal grote beperkingen had. Hij begon de stijl aan te passen en voegde realistische technieken uit andere vechtstijlen toe. Hij zorgde ervoor dat de bewegingen vloeiender werden en meer gericht op het gevecht zelf. Bruce Lee wilde een vechtkunst ontwikkelen waarin de beoefenaar ervan vooral zichzelf kan zijn en zichzelf kan uitdrukken.
Dit alles leidde tot de creatie van een nieuwe gevechtsstijl, die hij jeet kune do noemde, wat vrij vertaald "weg van de onderscheppende vuist" betekent. Het uiteindelijk ontwikkelde jeet kune do bestond uit een combinatie van verschillende vechtstijlen, waar Bruce Lee in zijn leven mee in aanraking was gekomen.
Bruce Lee bestudeerde andere stijlen voor hun zwakheden. Met deze vergaarde kennis bleef hij zijn jeet kune do continu perfectioneren. Hij was een groot fan van Muhammad Ali en gebruikte onderdelen van zijn stoottechnieken. Bruce geloofde dat, zodra je aangevallen werd, je de actie van de aanvaller moest aanvullen. Op deze manier is bijvoorbeeld de kleine, snelle verdediger niet in het nadeel.
Veel van zijn bevindingen schreef Bruce Lee op in een boek. In 1975, na zijn dood, werd dit boek uitgebracht onder de naam Tao of Jeet Kune Do. Dit boek bevat naast een praktische handleiding voor het gevecht ook veel filosofie. Er zijn later diverse boeken over Bruce Lee en jeet kune do geschreven.

## Kenmerken
Jeet kune do is een niet-klassieke, niet-traditionele vechtkunst met een sterke basis van wing chun-kungfu, schermen, westers boksen en studies en technieken van onder andere judo, taekwondo, savate, jiujitsu, muay thai et cetera. Gebaseerd op de principes van simpliciteit, realiteit en individualiteit. Jeet kune do is vrij van rituelen en aspecten van sport en is door Bruce Lee voornamelijk ontwikkeld voor zelfverdediging op straat.
In tegenstelling tot wat veel mensen denken is jeet kune do geen sport, maar een weerbaarheidstraining. Nadat de basistechnieken en technische aspecten zijn behandeld aan de student, stelt jeet kune do de student in staat om zelf de beste technieken te koppelen aan de vechtkunst en deze verder te ontwikkelen.
Het onderscheppen is een van de technieken van jeet kune do. Bruce Lee vond dat in plaats van de aanval van de tegenstander te blokkeren en een tegenaanval te plaatsen, je beter de aanval direct kon onderscheppen. De naam van jeet kune do ("weg van de onderscheppende vuist") is van deze techniek afgeleid.
In jeet kune do worden geen vormen (kuens of kata's) onderwezen. Bruce Lee zag het oefenen van vormen als nutteloos, omdat hij vond dat het echte gevecht zich niet aan vaste patronen houdt, maar juist over een gebroken rythmiek beschikt. In plaats daarvan doet men veel aan sparring in het jeet kune do.
Het buitengewone aspect van jeet kune do vinden we in de simpliciteit. Jeet kune do is de simpele en directe expressie van persoonlijke gevoelens, met een minimaal gebruik van bewegingen en energie. Een bekende quote van Bruce Lee over jeet kune do luidt :
Empty your mind. Be formless, shapeless like water.
Now, you put water into cup, it becomes a cup; put it into a teapot, it becomes a teapot.
Now, water can flow, or crash.
Be water my friend.

## Stromingen in jeet kune do
Voor zijn overlijden sloot Bruce Lee zijn scholen. Desondanks stond hij het een aantal van zijn leerlingen toe jeet kune do te onderwijzen. Na Bruce Lees dood zijn er echter onder zijn leerlingen twee groepen ontstaan, die jeet kune do op een verschillende manier benaderen. Deze verschillende benaderwijzen/stromingen zijn:
- Original Jeet Kune Do (ook wel bekend als Jun Fan jeet kune do). Bekende eerste generatie instructeurs hierin zijn: Taky Kimura, James Lee, Jerry Poteet en Ted Wong. Deze groep houdt vast aan de oorspronkelijk leer van Bruce Lee.
- Jeet Kune Do Concepts. Bekende eerste generatie instructeurs hierin zijn: Dan Inosanto, Richard Bustillo, en Larry Hartsell. Deze stroming borduurt verder op de filosofie van individuele zelf-expressie door het benaderen van vechtkunsten met de ideologie van jeet kune do.